# Real Fábrica de Puros y Cigarros de México
La Real Fábrica de Puros y Cigarros de México, surge en el siglo XVIII en la Nueva España, como la materialización del Estanco de Tabaco.

## Estanco de tabaco

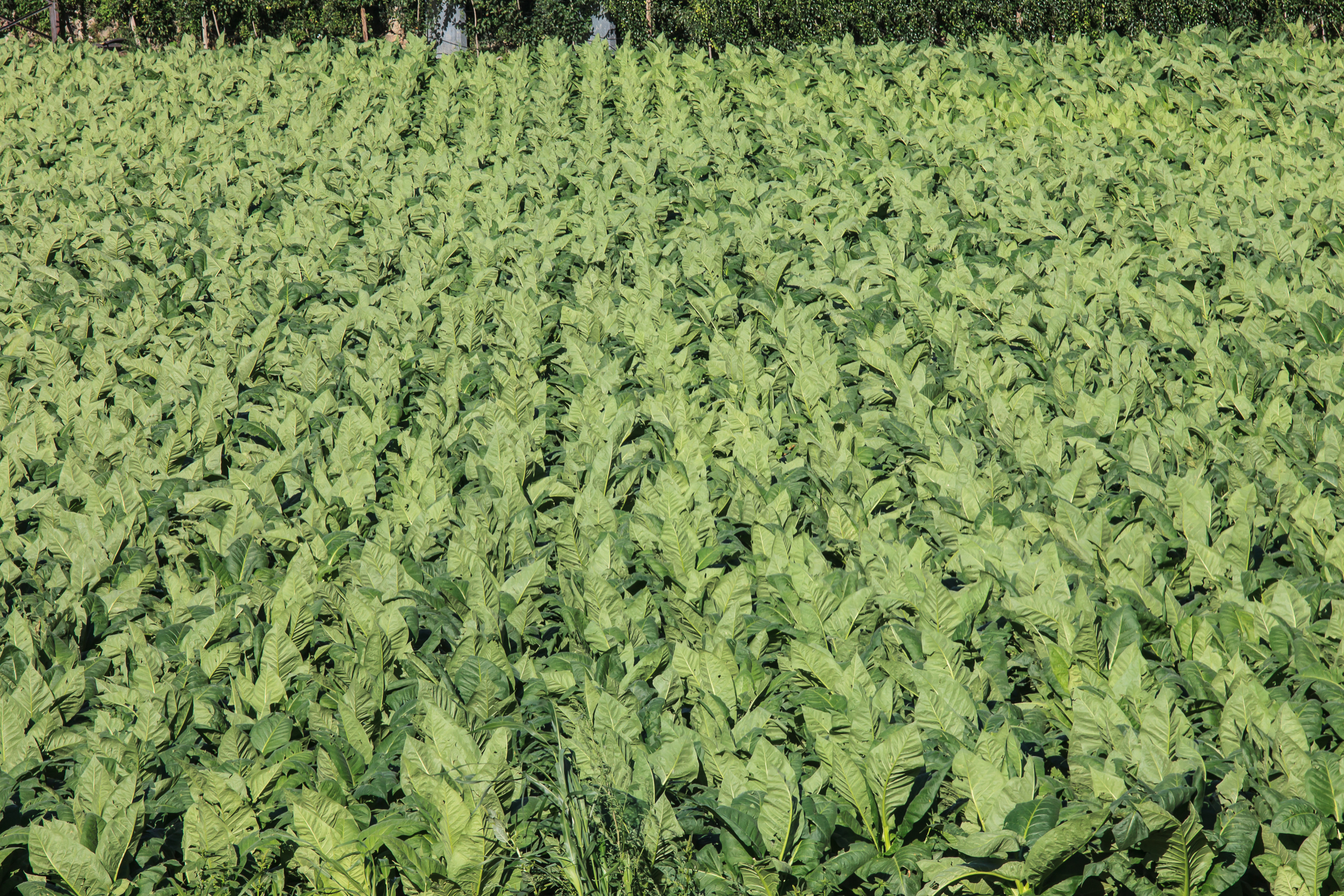
Plantación de tabaco

Algunas de las Reformas borbónicas en Nueva España se realizaron en materia económica. Dadas estas reformas, la industria interna de la Nueva España se vio afectada. Como expresa Enrique Florescano, en su texto “La época de las reformas borbónicas y el crecimiento económico”, se vio afectada dado que la Casa de Borbón se dedicó a fortalecer los sectores industriales que les eran más provechosos, sin importar si eran éstos los que satisfacían la economía y las necesidades de la sociedad novohispana de ese siglo. 
A pesar de la afectación a la industria interna, al pasar los años, la economía de la Nueva España vio un alto crecimiento y los sectores que más se vieron fortalecidos, fueron aquellos de los estancos, los cuales Iniciaron en la Nueva España alrededor de en 1760. El término Estanco puede referirse al «embargo o prohibición del curso y venta libre de algunas cosas, o asiento que se hace para reservar exclusivamente las ventas de mercancías, fijando los precios a que se hayan de vender».

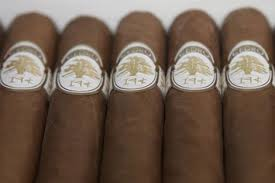
Cigarros o puros

Dentro de los estancos que se desarrollaron, el dedicado al tabaco fue uno de los que mayores utilidades produjo. El visitador José de Gálvez dio gran impulso al monopolio del tabaco a partir de 1764 cuando, por parte del virrey Joaquín de Montserrat, se anunció a la población la decisión del rey de estancar este producto. El estanco de tanacp se generalizó entonces como una forma de obtener ingresos luego de que España perdiera la Guerra de los Siete Años en 1763.
El monopolio del tabaco, produjo 7,825,000 pesos en 1772 y 8,251,574 en 1798 de los cuales un monto grande, aproximadamente cuatro millones, se iban a España, beneficiando así a la corona. 
Según el historiador Enrique Florescano, especialista en el tema, el proceso de monopolización fue lento y difícil debido a la oposición que representaban los afectados. Se limitó la siembra de tabaco a cuatro zonas del país y se controló y supervisó a los cosecheros, en un principio por intermediarios, pero posteriormente éstos fueron eliminados.

## Real Fábrica de Puros y Cigarros de México
Debido al éxito que representó el Estanco de Tabaco, el monopolio de este cultivo se amplió a la manufactura y comercialización de puros y cigarros. Esto fue materializado en la Real Fábrica de Puros y Cigarros de México, fundada en 1769 en el barrio de La Lagunilla. Los trabajadores de ésta fábrica, se reclutaban entre los antiguos artesanos cigarreros. Posteriormente se crearon estas fábricas en Oaxaca (1769), Guadalajara (1778), Querétaro (1779), Veracruz (1790), Puebla (1793) y en Orizaba (1797).
Esta medida se realizó con el propósito de transferir las utilidades que lograban ganar los cigarreros particulares -que compraban tabaco en los almacenes del estanco, lo labraban y lo vendían por su cuenta- a la Real Hacienda. Puesto que esta ganancia representaba un tercio del total obtenido por el comercio de tabaco en rama. Hacia 1776 se dejaron de otorgar permisos a particulares lo que causó que posteriormente desaparecieran las tiendas donde se vendían puros y cigarros, siendo sustituidas por pequeños estanquillos que eran manejados por el estanco principal de Tabaco.

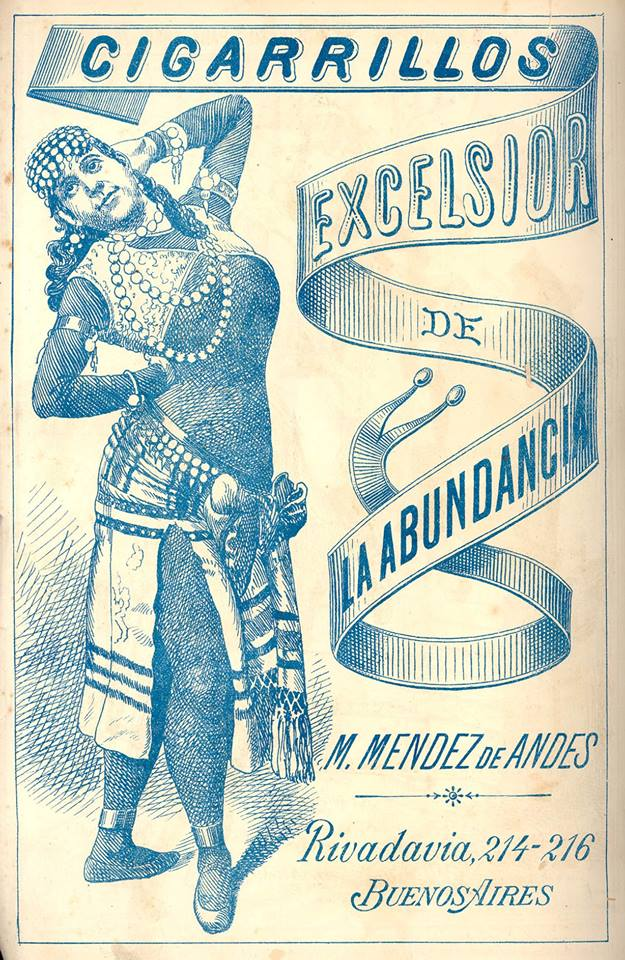
En el los cigarrillos tuvieron mucho éxito, aunque aún no tenían filtro. Sus anuncios eran tan vistosos como este perteneciente a la marca argentina Excélsior, de 1886

## Organización del trabajo

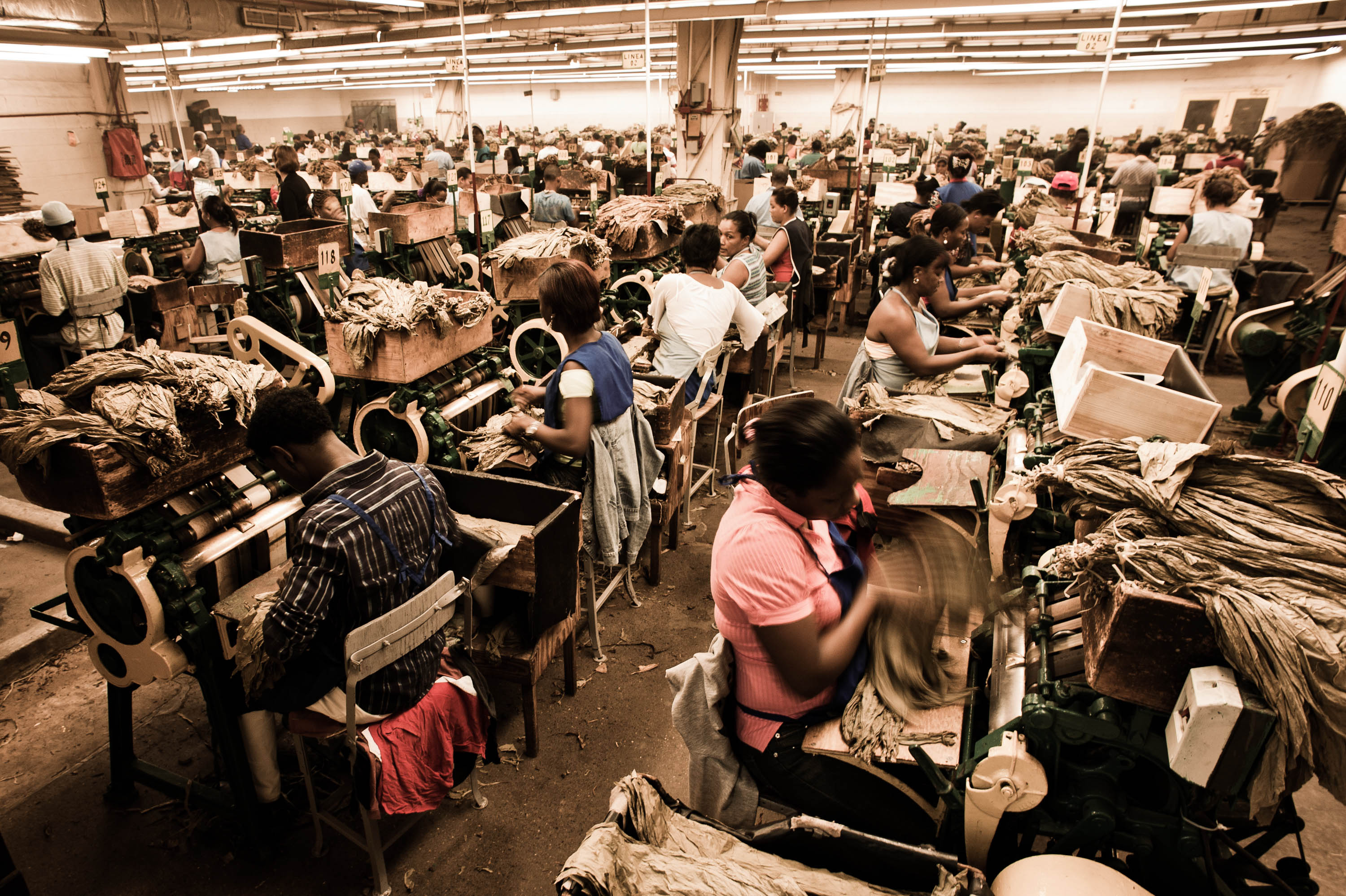
El proceso de hacer puros a mano era similar en todas las tabacaleras. La foto es de La Romana, fábrica de la República Dominicana

Con la implantación de las fábricas, la organización del trabajo para cigarreros y pureros, sufrió grandes transformaciones. Se presentó una división de trabajo, de la cual se derivó una jerarquización. Anterior a las fábricas, en los pequeños talleres la división de trabajo era casi inexistente, existía el maestro, que era quien por su experiencia, realizaba la parte más importante de la producción, el oficial, que era apoyo del maestro, el aprendiz, que realizaba los trabajos más sencillos y los torcedores, que se dedicaban a torcer puros y cigarros. Dentro de las fábricas esta organización cambia, dado que había una concentración mayor de personas, se definieron una serie de oficios que antes no eran necesarios, diversificando así las tareas y creando dos grupos de trabajadores, los administrativos, que se encargaban del correcto funcionamiento de la fábrica y los operarios que intervenían en la producción. Los puestos de administradores eran los más altos en la jerarquía organizacional, y recibían hasta un salario 200% mayor que el resto de los empleados.
El proceso de producción iniciaba con los obleros, quienes recortaban la oblea y elegían el papel. De ahí se enviaban a los cigarreros, quienes envolvían y recortaban, y finalmente, se empacaban los puros y cigarros por los encajonadores y selladores. No fue sino hasta 1846 que se introdujeron máquinas como parte del proceso productivo, antes de esto, el proceso seguía siendo manual. 
Con la nueva organización que se presentó, las condiciones cambiaron para maestros y oficiales, puesto que los primeros renunciaban a la posibilidad de obtener ganancias propias de la fabricación de cigarros y los segundos renunciaban al ascenso de condición de oficial a maestro. Estas nuevas condiciones dan prueba de que las fábricas, homogeneizaron a los trabajadores, reduciéndolos a la condición de asalariados de la fábrica. Igualmente, se observó que sólo alrededor de 6% de los operarios, tenían plaza fija y empleo permanente.
Una de las principales críticas, según el historiador Enrique Florescano, que recibió la fábrica, fue el que reuniera a trabajadores de ambos sexos, lo que levantaba sospechas sobre que hacían éstos estando juntos y cuestionaban las buenas costumbres.
De la misma manera, esta medida poco popular, dado que había cambiado completamente la estructura laboral, provocó con el tiempo algunos levantamientos, siendo el más significativo el de Guanajuato, el 17 de julio de 1766. Las personas amotinadas pedían el cierre de los estanquillos y la anulación de las nuevas alcabalas, que eran los impuestos más importantes del Antiguo Régimen. Sin embargo, a pesar de la oposición, la corona no anuló esta medida, dado que les retribuía utilidades líquidas.

## Fin de las fábricas reales
El monopolio del tabaco se dio por finalizado años después de la consumación de la independencia de México, en 1828, cuando ante la amenaza de reconquista española del brigadier Isidro Barradas Valdés, el ministro de Hacienda, Lorenzo de Zavala decidió implementar medidas drásticas, entre las cuales se encontraba la abolición del monopolio del tabaco, y por ende de las Fábricas Reales. 